# Campionati mondiali di tiro a volo 2011
I campionati mondiali di tiro 2011 furono la trentaquattresima edizione dei campionati mondiali di questo sport e si disputarono al Centro sportivo Kovilovo di Belgrado dal 3 al 14 settembre.

## Risultati

### Uomini

#### Fossa olimpica
| Evento      | Oro                                                      | Oro       | Argento                                          | Argento   | Bronzo                                         | Bronzo    |
| Evento      | Atleta                                                   | Risultato | Atleta                                           | Risultato | Atleta                                         | Risultato |
| Individuale | Massimo Fabbrizi                                         | 149       | David Kostelecký                                 | 146       | Stéphane Clamens                               | 145       |
| A squadre   | Italia Massimo Fabbrizi Giovanni Pellielo Rodolfo Viganò | 369 (RM)  | Rep. Ceca David Kostelecký Jiří Lipták Jiří Gach | 362       | Gran Bretagna Aaron Heading Ed Ling Carl Exton | 359       |

#### Double trap
| Evento      | Oro                              | Oro       | Argento                                         | Argento   | Bronzo                                                 | Bronzo    |
| Evento      | Atleta                           | Risultato | Atleta                                          | Risultato | Atleta                                                 | Risultato |
| Individuale | Li Jun                           | 194+4     | Andreas Löw                                     | 194+3     | Glenn Eller                                            | 193       |
| A squadre   | Cina Li Jun Hu Binyuan Mo Junjie | 432       | Russia Vitaly Fokeev Vasily Mosin Mikhail Leybo | 432       | Kuwait Mashfi Almutairi Hamad Alafasi Fehaid Aldeehani | 431       |

#### Skeet
| Evento      | Oro                                                 | Oro       | Argento                                                 | Argento   | Bronzo                                                             | Bronzo    |
| Evento      | Atleta                                              | Risultato | Atleta                                                  | Risultato | Atleta                                                             | Risultato |
| Individuale | Juan José Aramburu                                  | 149+12    | Tore Brovold                                            | 149+11    | Abdulá Alrashidi                                                   | 149+9     |
| A squadre   | Russia Valeriy Shomin Anton Astakhov Evgeniy Serbin | 367       | Danimarca Martin Holmgaard Jasper Hansen Anders Golding | 366       | Emirati Arabi Uniti Saif bin Futtais Saeed Almaktoum Mohamed Ahmad | 366       |

### Donne

#### Fossa olimpica
| Evento      | Oro                                               | Oro       | Argento                                               | Argento   | Bronzo                          | Bronzo    |
| Evento      | Atleta                                            | Risultato | Atleta                                                | Risultato | Atleta                          | Risultato |
| Individuale | Liu Yingzi                                        | 95        | Zuzana Štefečeková                                    | 92        | Elena Tkach                     | 90        |
| A squadre   | Russia Elena Tkach Irina Laricheva Tatiana Barsuk | 213 (RM)  | Francia Marina Sauzet Delphine Racinet Stephanie Neau | 213       | Cina Liu Yingzi Gao E Wu Cuicui | 211       |

#### Skeet
| Evento      | Oro                                     | Oro       | Argento                                                 | Argento   | Bronzo                                                      | Bronzo    |
| Evento      | Atleta                                  | Risultato | Atleta                                                  | Risultato | Atleta                                                      | Risultato |
| Individuale | Christine Wenzel                        | 98        | Wei Ning                                                | 97+8      | Kim Rhode                                                   | 97+7      |
| A squadre   | Cina Wei Ning Zhang Shan Zhang Donglian | 216 (RM)  | Italia Chiara Cainero Katiuscia Spada Simona Scocchetti | 211       | Slovacchia Danka Barteková Andrea Stranovska Monika Zemkova | 208       |

## Risultati juniores

### Uomini

#### Fossa olimpica
| Evento      | Oro                                                 | Oro       | Argento                                                   | Argento   | Bronzo                                        | Bronzo    |
| Evento      | Atleta                                              | Risultato | Atleta                                                    | Risultato | Atleta                                        | Risultato |
| Individuale | Talal Alrashidi                                     | 122       | Allan Jack Norwood                                        | 121       | Maksim Smykov                                 | 120+5     |
| A squadre   | Russia Maksim Smykov Alexey Gulyaev Ilya Vinogradov | 356       | Italia Valerio Grazini Carlo Mancarella Giulio Fioravanti | 356       | Rep. Ceca Milan Hric Jan Borkovec Pavel Vanek | 349       |

#### Doubletrap
| Evento      | Oro                                                    | Oro       | Argento                                             | Argento   | Bronzo                                       | Bronzo    |
| Evento      | Atleta                                                 | Risultato | Atleta                                              | Risultato | Atleta                                       | Risultato |
| Individuale | William Crawford                                       | 147       | Artem Nekrasov                                      | 144+4     | Asher Noria                                  | 144+3     |
| A squadre   | Stati Uniti William Crawford Derek Haldeman Ian Rupert | 428       | Russia Artem Nekrasov Maksim Lazarev Artur Mingazov | 420       | India Asher Noria Ankur Mittal Shayan Masood | 419       |

#### Skeet
| Evento      | Oro                                                       | Oro       | Argento                                             | Argento   | Bronzo                                                     | Bronzo    |
| Evento      | Atleta                                                    | Risultato | Atleta                                              | Risultato | Atleta                                                     | Risultato |
| Individuale | Anatoly Fedorov                                           | 121+20    | Tammaro Cassandro                                   | 121+19    | Gerrit Wuelpern                                            | 121+15    |
| A squadre   | Italia Tammaro Cassandro Gabriele Rossetti Vincenzo Grizi | 360       | Rep. Ceca Frantisek Kadlec Radek Srb Miroslav Pacak | 356       | Russia Anatoly Fedorov Alexandr Zemlin Alexandr Mironichev | 355       |

### Donne

#### Fossa olimpica
| Evento      | Oro                                                         | Oro       | Argento                                               | Argento   | Bronzo                                                           | Bronzo    |
| Evento      | Atleta                                                      | Risultato | Atleta                                                | Risultato | Atleta                                                           | Risultato |
| Individuale | Janessa Jo Beaman                                           | 70        | Safiye Sariturk                                       | 68+2      | Kelly Coogan                                                     | 68+1      |
| A squadre   | Stati Uniti Janessa Jo Beaman Miranda Wilder Ashley Carroll | 201       | Italia Alessia Iezzi Silvana Stanco Alessia Montanino | 191       | Rep. Ceca Lucie Rylichova Gabriela Michalkova Rozalie Vojkuvkova | 184       |

#### Skeet
| Evento      | Oro                                                               | Oro       | Argento                                                                | Argento   | Bronzo                                                | Bronzo    |
| Evento      | Atleta                                                            | Risultato | Atleta                                                                 | Risultato | Atleta                                                | Risultato |
| Individuale | Natalia Vinogradova                                               | 71        | Lucie Anastassiou                                                      | 68+2      | Morgan Craft                                          | 68+1      |
| A squadre   | Russia Natalia Vinogradova Maria Meleshchenko Ekaterina Begoulova | 197       | Gran Bretagna Hannah Louise Gibson Sian Elizabeth Bruce Sally Ann Bond | 193       | Stati Uniti Morgan Craft Brandy Drozd Riley Ann Moody | 193       |

## Medagliere
Nazione ospitante
| Posiz. | Nazione             | Oro | Argento | Bronzo | Totale |
| ------ | ------------------- | --- | ------- | ------ | ------ |
| 1      | Cina                | 4   | 1       | 1      | 6      |
| 2      | Russia              | 2   | 1       | 1      | 4      |
| 3      | Italia              | 2   | 1       | 0      | 3      |
| 4      | Germania            | 1   | 1       | 0      | 2      |
| 5      | Spagna              | 1   | 0       | 0      | 1      |
| 6      | Rep. Ceca           | 0   | 2       | 0      | 2      |
| 7      | Francia             | 0   | 1       | 1      | 2      |
| 7      | Slovacchia          | 0   | 1       | 1      | 2      |
| 9      | Danimarca           | 0   | 1       | 0      | 1      |
| 9      | Norvegia            | 0   | 1       | 0      | 1      |
| 11     | Stati Uniti         | 0   | 0       | 2      | 2      |
| 11     | Kuwait              | 0   | 0       | 2      | 2      |
| 13     | Gran Bretagna       | 0   | 0       | 1      | 1      |
| 13     | Emirati Arabi Uniti | 0   | 0       | 1      | 1      |

## Medagliere juniores
Nazione ospitante
| Posiz. | Nazione       | Oro | Argento | Bronzo | Totale |
| ------ | ------------- | --- | ------- | ------ | ------ |
| 1      | Russia        | 4   | 2       | 2      | 8      |
| 2      | Stati Uniti   | 4   | 0       | 2      | 6      |
| 3      | Italia        | 1   | 3       | 0      | 4      |
| 4      | Kuwait        | 1   | 0       | 0      | 2      |
| 5      | Rep. Ceca     | 0   | 1       | 2      | 3      |
| 6      | Francia       | 0   | 1       | 0      | 1      |
| 6      | Turchia       | 0   | 1       | 0      | 1      |
| 6      | Nuova Zelanda | 0   | 1       | 0      | 1      |
| 6      | Gran Bretagna | 0   | 1       | 0      | 1      |
| 10     | India         | 0   | 0       | 2      | 2      |
| 11     | Australia     | 0   | 0       | 1      | 1      |
| 11     | Germania      | 0   | 0       | 1      | 1      |